# Hágöngulón
Hágöngulón är en sjö på Island. Dess yta är 37 km2.